# Itzhak Stern
Itzhak Stern (Cracovia, 25 gennaio 1901 – Tel Aviv, 27 giugno 1969) è stato un superstite dell'Olocausto polacco naturalizzato israeliano che lavorò per l'industriale sudeto-tedesco Oskar Schindler, coadiuvandolo nelle attività di salvataggio degli ebrei polacchi durante l'Olocausto.

## Biografia

### Primi anni di vita
Stern nacque il 25 gennaio 1901 a Cracovia da una famiglia di ebrei polacchi: suo padre fu Mendel Stern (17 luglio 1876 - 9 luglio 1923), e la madre fu Perl Reiza Hirschberg (28 gennaio 1874-1944). Prima dell'inizio della seconda guerra mondiale, Stern era un importante leader della comunità ebraica polacca; era il vice presidente dell'Agenzia ebraica per la Polonia occidentale, e membro del Comitato Centrale sionista.

### Durante la seconda guerra mondiale
Il 18 novembre 1939, durante i primi mesi dell'occupazione nazista della Polonia, Stern incontrò per la prima volta Oskar Schindler. All'epoca Stern lavorava come contabile in una fabbrica gestita da Josef "Sepp" Aue, collega di Schindler nel servizio segreto militare tedesco (Abwehr). Dopo l'arianizzazione delle industrie polacche (espropriazione della aziende di proprietà di uomini ebrei da parte del governo di occupazione nazista), Aue aveva rilevato, in qualità di fiduciario (Treuhander), la fabbrica ove Stern lavorava, e che in precedenza era di proprietà di uomini d'affari ebrei. Schindler mostrò a Stern il bilancio di una società che stava pensando di acquisire: una fabbrica di prodotti smaltati denominata Rekord Ltd, che aveva presentato istanza di fallimento nel giugno di quell'anno. Stern suggerì a Schindler di non intraprendere l'attività come fiduciario del governo nazista, ma di acquistare direttamente l'attività, poiché ciò gli avrebbe garantito maggiore libertà dalle direttive governative, inclusa la possibilità di assumere operai ebrei. Schindler acquistò la fabbrica utilizzando i capitali di due uomini d'affari ebrei, Abraham Bankier e Samuel Wiener, che furono introdotti come lavoratori nella fabbrica stessa. Anche Stern iniziò a lavorare come contabile nella D.E.F. (Deutsche Emaillewaren-Fabrik, Fabbrica Tedesca di Smalti) di via Lipowa. Nonostante Stern fosse ebreo e Schindler fosse un membro del Partito Nazista Tedesco, i due solidarizzarono e divennero amici. Anni dopo, Stern raccontò così il loro incontro: 
Non sapevo cosa volesse e avevo paura... [Fino al] 1º dicembre [1939] noi ebrei polacchi fummo lasciati in pace, più o meno. Certo, i nazisti avevano già arianizzato le fabbriche. E se un tedesco ti faceva una domanda per strada, era obbligatorio far precedere la tua risposta dalla frase: "Sono un ebreo...". Ma fu solo dal 1º dicembre che fummo obbligati a indossare la stella di David. Fu proprio quando la situazione degli ebrei cominciò a peggiorare, quando la spada di Damocle iniziò a pendere sopra le nostre teste, che ebbi l'incontro con Oskar Schindler.
In una riunione successiva, Stern informò Schindler che avrebbe potuto far lavorare per la sua fabbrica gli operai ebrei al posto dei polacchi. Gli ebrei avrebbero avuto un salario decisamente inferiore rispetto agli operai polacchi; tuttavia, il fatto di lavorare per una industria di proprietà tedesca avrebbe protetto i lavoratori dalle deportazioni nei campi di lavoro forzato. Schindler seguì il suo suggerimento, e con ciò iniziò l'opera di salvataggio degli ebrei polacchi durante l'Olocausto.
Nel marzo del 1941, tutti gli ebrei di Cracovia che non erano ancora stati destinati altrove furono rinchiusi nel nuovo ghetto della città. In questa fase, gli "ebrei di Schindler" (Schindlerjuden) continuarono a lavorare presso la fabbrica situata in via Lipowa, a Cracovia. Tuttavia, nel marzo 1943 il ghetto fu completamente liquidato; gli ebrei che gli occupanti nazisti ritenevano "utili" - che cioè potevano essere utilizzati come schiavi per il lavoro nelle fabbriche destinate a sostenere lo sforzo bellico - furono inviati al campo di lavoro di Płaszów, un sobborgo di Cracovia. Tra la forza lavoro "necessaria", furono compresi i lavoratori di Schindler e Stern. La popolazione ebraica "non necessaria" fu invece inviata nei diversi campi di sterminio in tutta la Polonia.
A Płaszów, Stern e suo fratello Natan, insieme a Mietek Pemper e Joseph Bau, furono costretti a lavorare negli uffici amministrativi, dove entrarono frequentemente in contatto con il famigerato comandante del campo, Amon Göth. Stern e Pemper si prodigarono per evitare la chiusura, e la conseguente liquidazione, del campo di Płaszów: pur conoscendo le terribili condizioni di lavoro e di vita degli internati ebrei, erano altrettanto consci che la liquidazione del campo avrebbe significato l'invio dei prigionieri ad altri campi, e quindi la morte. Stern rimase in contatto con Schindler per tutto questo tempo, ed entrambi collaborarono per migliorare le condizioni degli ebrei internati, per esempio favorendo il trasferimento di lavoratori alla fabbrica di Schindler, garantendo la distribuzione di aiuti in denaro e cercando di informare il mondo esterno della loro situazione.
Nel 1944, quando la chiusura di Płaszów divenne inevitabile, Schindler decise di aprire una nuova fabbrica nel campo di lavoro di Brünnlitz, ora Brněnec, nella Cecoslovacchia occupata dai nazisti. Schindler cercò in questo modo di evitare che i suoi operai di Płaszów fossero inviati nei campi di sterminio. Pemper, Stern e altri compilarono la famosa lista di lavoratori ebrei, dipendenti di Schindler, che dovevano essere trasferiti a Brünnlitz. Tra questi, erano presenti i famigliari di Stern; tuttavia la madre di Stern non sopravvisse a una malattia che la colpì durante il trasferimento - assieme ad altre decine di donne ebree facenti parte del gruppo di Schindler (Schindlerjuden) - ad Auschwitz, prima che Schindler potesse organizzare il loro nuovo trasferimento a Brünnlitz. Gli ebrei di Schindler di sesso maschile, inclusi Ithzak e Natan Stern, furono trasportati a Gross-Rosen prima di essere inviati al campo, relativamente sicuro, di Brünnlitz.
A Brünnlitz Stern lavorò direttamente con Schindler e divenne uno dei leader degli operai ebrei. A questo punto, iniziò a profilarsi la sconfitta della Germania nazista per opera delle Forze Alleate: in questo scenario, Schindler avrebbe rischiato l'arresto a causa della sua appartenenza al Partito Nazionalsocialista e all'Abwehr. Stern e gli altri leader ebrei scrissero una lettera che testimoniava il ruolo di Schindler nel salvataggio di un consistente numero di ebrei; essi consegnarono la lettera a Schindler prima che egli fuggisse dietro le linee americane.

### Dopo la guerra
Dopo la liberazione del campo di Brünnlitz da parte dell'Armata Rossa, Stern si trasferì a Parigi, in Francia, e infine emigrò in Israele. Egli si adoperò affinché gli atti di Schindler fossero conosciuti nel modo più ampio possibile, e arrivò a scrivere un opuscolo sulle operazioni di salvataggio degli ebrei da parte dell'industriale ceco-tedesco. Stern e Schindler rimasero amici per il resto della loro vita, fino alla morte di Stern, avvenuta nel 1969. Si dice che Schindler "pianse inconsolabilmente" al funerale dell'amico.

## Vita privata
Nel 1938 Stern era fidanzato con Zofia Backenroth, che sopravvisse alla guerra nel ghetto di Drohobycz grazie al suo aspetto ariano. Il loro matrimonio fu rinviato alla fine della guerra e fu celebrato il 5 febbraio 1946 a Cracovia. Rimasero sposati fino alla morte di Stern, avvenuta all'età di 68 anni. Itzhak Stern è sepolto nel cimitero ebraico di Kyriat Shaul, a Tel Aviv.

## Nella cultura di massa
Nel film del 1993 Schindler's List - La lista di Schindler, diretto da Steven Spielberg, il personaggio di Itzhak Stern è interpretato da Ben Kingsley. Alla fine del film, la vedova di Stern, Zofia, appare nella processione degli Schindlerjuden assieme agli attori che li hanno interpretati, nell'atto di riporre pietre sulla tomba di Schindler sul Monte Sion. Questa tradizione ebraica è una manifestazione di rispetto per i defunti. Anche il fratello di Stern, Natan, era uno degli Schindlerjuden della processione.
Nel film, il personaggio di Ithzak Stern compendia in realtà altri tre uomini che ebbero un certo rilievo nelle operazioni di salvataggio degli ebrei di Schindler: Mietek Pemper, Abraham Bankier e Marcel Goldberg. I quattro collaborarono alla stesura delle liste di trasferimento, così come a proteggere gli altri lavoratori di Schindler; tuttavia, la trasposizione cinematografica semplificò il rapporto tra i lavoratori ebrei e Schindler ricorrendo a un unico personaggio (Stern, per l'appunto).